# Björn Kurtén
Björn Olof Lennartson Kurtén (Vaasa, 19 novembre 1924 – Helsinki, 28 dicembre 1988) è stato un paleontologo e scrittore finlandese specializzato nello studio dei vertebrati.
Apparteneva alla minoranza svedese in Finlandia. È stato l'autore di una nota serie di libri inerenti l'incontro dell'uomo moderno con i Neanderthal, come La danza della tigre. Quando gli venne chiesto a quale genere appartenessero le sue opere, coniò il termine paleofiction. In seguito questo genere verrà reso popolare da Jean M. Auel nella sua saga de I figli della Terra.
Negli anni ottanta Kurtén diresse inoltre una serie TV in 6 parti sull'era glaciale, coprodotta da alcuni canali televisivi scandinavi.

## Opere

### Narrativa
- Det nya jaktplanet (Schildt 1941)
- Spåret från Ultima Esperanza (Förlaget Bro 1945)
- De tre korsen (Schildt 1948)
- Den svarta tigern (Alba 1978)
- 63 förstenade hjärtan (Alba 1980)
- Mammutens rådare (Alba, 1984)

### Saggi
- De skuldlösa mördarna, 1987

### Opere scientifiche
- A history of coyote-like dogs (Canidae, Mammalia) (Societas scientarum Fennica 1974)
- A radiocarbon date for the cave bear remains (Ursus spelaeus) from Odessa (Societas scientiarum Fennica 1969)
- Age groups in fossil mammals (Societas scientiarum Fennica 1953)
- An attempted parallelization of the Quaternary mammalian faunas of China and Europe (Societas scientiarum Fennica 1960)
- Bears and bear-dogs from the Vallesian of the Vallés-Penedés basin, Spain (Miguel Crusafont Pairón kanssa; Societas scientarum Fennica 1976)
- Before the Indians (Columbia University Press 1988)
- Björnen från Drakhålan (Aldus 1975)
- Chronology and faunal evolution of the earlier European glaciations (Societas scientiarum Fennica 1960)
- Continental drift and the palaeogeography of reptiles and mammals (Societas scientiarum Fennica 1967)
- De skuldlösa mördarna (Alba 1987)
- Den felande länken (Societas scientiarum Fennica 1962)
- Dinosaurernas värld (Aldus/Bonnier 1968)
- Faunal turnover dates for the Pleistocene and late Pliocene (Societas scientiarum Fennica 1960)
- Fossil Glutton (Gulo gulo (L.)) from Tornewton Cave, South Devon (Societas scientiarum Fennica 1973)
- Geographic variation in size in the puma (Felis concolor) (Societas scientiarum Fennica 1973)
- Holarctic land connexions in the early Tertiary (Societas scientiarum Fennica 1966)
- Hur man fryser in en mammut (Alba 1981)
- Inte från aporna (Söderström 1971)
- Istiden (Forum 1969)
- Istidens djurvärld (Aldus/Bonnier 1964)
- Late-glacial find of arctic fox [Alopex lagopus L.] from southwestern Finland (Societas scientiarum Fennica 1966)
- Life and death of the pleistocene cave bear (Societas pro fauna et flora Fennica 1958)
- Människans ursprung och utveckling (Bibliotekstjänst 1982)
- Människans utveckling (Aldus/Bonnier 1963)
- Människans utvecklingshistoria; Ihmisen kehityshistoria (Yleisradio 1973)
- Några drag ur människans tidiga utvecklingshistoria (Societas scientiarum Fennica 1959)
- Några paleobiogeografiska problemställningar (1971)
- Observations on allometry in mammalian dentitions (Societas pro fauna et flora Fennica 1954)
- On evolution and fossil mammals (Columbia University Press 1988)
- On the articulation between the thoracic tergites of some common trilobite forms (Societas scientiarum Fennica 1949)
- On the bears of the Holsteinian interglacial (1959)
- On the date of Peking Man (Societas scientiarum Fennica 1960)
- On the evolution of the European wild cat, Felis silvestris Schreber (Societas pro fauna et flora Fennica 1965)
- On the longevity of mammalian species in the Tertiary (Societas scientiarum Fennica 1958)
- On the variation and population dynamics of fossil and recent mammal populations (Societas pro fauna et flora Fennica 1953)
- Pleistocene bears of North America 1 (Societas pro fauna et flora Fennica 1966)
- Pleistocene bears of North America 2 (Societas pro fauna et flora Fennica 1967)
- Pleistocene jaguars in North America (Societas scientiarum Fennica 1973)
- Pleistocene mammals and the Bering bridge (Societas scientiarum Fennica 1966)
- Pleistocene mammals of Europe (Weidenfeld and Nicolson 1968)
- Pleistocene mammals of North America (Elaine Andersonin kanssa; Columbia University Press 1980)
- Sex dimorphism and size trends in the cave bear, Ursus spelaeus Rosenmüller and Heinroth (Societas pro fauna et flora Fennica 1955)
- The age of mammals (Weidenfeld and Nicolson 1971)
- The age of the Austral-opithecinae (University of Stockholm 1960)
- The Carnivora of the Palestine caves (Societas pro fauna et flora Fennica 1965)
- The Chinese Hipparion fauna (1952)
- The evolution of the polar bear, Ursus maritimus Phipps (Societas pro fauna et flora Fennica 1964)
- The Neogene wolverine Plesiogulo and the origin of Gulo (Carnivora, Mammalia) (Societas pro Fauna et flora Fennica 1970)
- The spottad hyena (Crocuta crocuta) from the middle Pleistocene of Mosbach at Wiesbaden, Germany (Societas scientiarum Fennica 1962)
- The type collection of Ictitherium robustum (Gervais, ex Nordmann) and the radiation of the Ictitheres (Societas pro fauna et flora Fennica 1954)
- Time and hominid brain size (Societas scientiarum Fennica 1971)
- Transberingian relationship of Ursus arctos Linné (Brown and Grizzly bears) (Societas scientarum Fennica 1973)
- Urmänniskor och sabeltigrar (Schildt 1961)
- Villafranchian Carnivores (Mammalia) from La Puebla de Valverde (Teruel, Spain) (Miguel Crusafont Pairón kanssa; Societas scientarum Fennica 1976)
- Villfrancian faunal evolution (Societas scientiarum Fennica 1963)
- Våra äldsta förfäder (Liber 1986)

### Opere tradotte in italiano
- Zannasola, 1990, Editori Riuniti
- La danza della tigre, 1991, Editori Riuniti
- Il primo uomo. Alla scoperta delle nostre origini, 1998, Laterza
- La danza della tigre, 2002, Franco Muzzio Editore
- Il mondo dei dinosauri, 2003, Franco Muzzio Editore